# سد ثون
سد ثون (به لاتین: Thune Dam) یک سد در بوتسوانا است که در بخش مرکزی (بوتسوانا) واقع شده‌است.